# Zygophlebia werffii
Zygophlebia werffii är en stensöteväxtart som beskrevs av Luther Earl Bishop. Zygophlebia werffii ingår i släktet Zygophlebia och familjen Polypodiaceae. Inga underarter finns listade.